# Нэпир, Маквэй
Маквэй Нэпир (англ. Macvey Napier; 11 апреля 1776, Керкинтиллох, Шотландия — 11 февраля 1847, Эдинбург) — шотландский учёный, энциклопедист, литератор, редактор «Encyclopaedia britannica», юрист, библиотекарь
, педагог, профессор Эдинбургского университета. Член Лондонского королевского общества (с 1817). Член Эдинбургского королевского общества (с 1812) и общества шотландских адвокатов.

## Биография
Сын торговца. Изучал право в Университете Глазго, затем в Эдинбургском университете, где в 1798 году подружился с издателем Арчибальдом Констеблом. Нанял нескольких видных авторитетов для написания 6-го издания «Британники» и его приложения, а также 7-го издания «Британники».
С 1829 года был редактором «Edinburg Review».
С 1805 по 1837 год работал библиотекарем юридической библиотеке для адвокатов Эдинбурга.
С 1816 по 1824 год читал лекции по юридическим вопросам, в 1825 году стал профессором в области права Эдинбургского университета.
Автор любопытной книги, посвящённой изучению влияния, оказанного на умственное развитие философскими сочинениями Ф. Бэкона (1818).